# CFO$
I CFO$ (IPA: /ˌsiːɛfˈoʊs/) sono stati un gruppo musicale pop-rock statunitense formatosi a Long Island nel 2012. Il gruppo era composto da John Paul Alicastro e Michael Conrad Lauri e si occupavano di composizione e produzione. Sono conosciuti soprattutto per la creazione di musica d'ingresso e temi di programma per la WWE. I due hanno anche ottenuto crediti per The Unlikely Candidates, Wolfgang Gartner, Rozes, Phillip Phillips, Goo Goo Dolls, Young Guns, Will Roush, KIT Walters, Train e Filter.

## Storia del gruppo
I CFO$ hanno fatto il loro debutto musicale durante WWE Raw 1000 il 23 luglio 2012 come Kromestatik quando la loro canzone The Night è stata selezionata come tema principale ufficiale dello show. Poco dopo hanno cominciato a contribuire con temi per i talenti principali dei roster WWE come Jack Swagger, Seth Rollins, Dean Ambrose, Sheamus, Kane e AJ Styles. I CFO$ sono diventati i produttori esecutivi del WWE Music Group e il duo è stato il motore creativo dietro la musica di WWE NXT, assicurandosi il primo posto nella categoria iTunes Soundtrack con The Rising Sun (musica d'ingresso di Shinsuke Nakamura) e Glorious Domination (musica d'ingresso di Robert Roode). Inoltre hanno sviluppato e contribuito con contenuti musicali per il servizio di streaming della WWE, il WWE Network. I CFO$ contribuiscono anche ai temi degli spettacoli originali del WWE Network come Swerved, The Edge and Christian Show That Totally Reeks of Awesomeness, Legends House e Camp WWE.

### Apparizioni televisive

#### Televisione
| Anno | Titolo      | Ruolo                          | Note                             |
| ---- | ----------- | ------------------------------ | -------------------------------- |
| 2015 | Total Divas | Loro stessi; Alicastro e Lauri | Episodio: It's a Beautiful Life? |

#### Web
| Anno | Titolo                           | Ruolo                          | Note                                     |
| ---- | -------------------------------- | ------------------------------ | ---------------------------------------- |
| 2018 | Ride Along                       | Loro stessi; Alicastro e Lauri | Episodio: Ballad of Elias and Balor Club |
| 2018 | Walk With Elias: The Documentary | Loro stessi; Alicastro e Lauri | WWE Network mockumentary                 |

## Discografia

### Colonne sonore
2019 – AA.VV., Fighting with my Family. The Original Soundtrack, download digitale, Island Records

### Raccolte
2014 - The Music of the WWE Network